# James H. MacLafferty

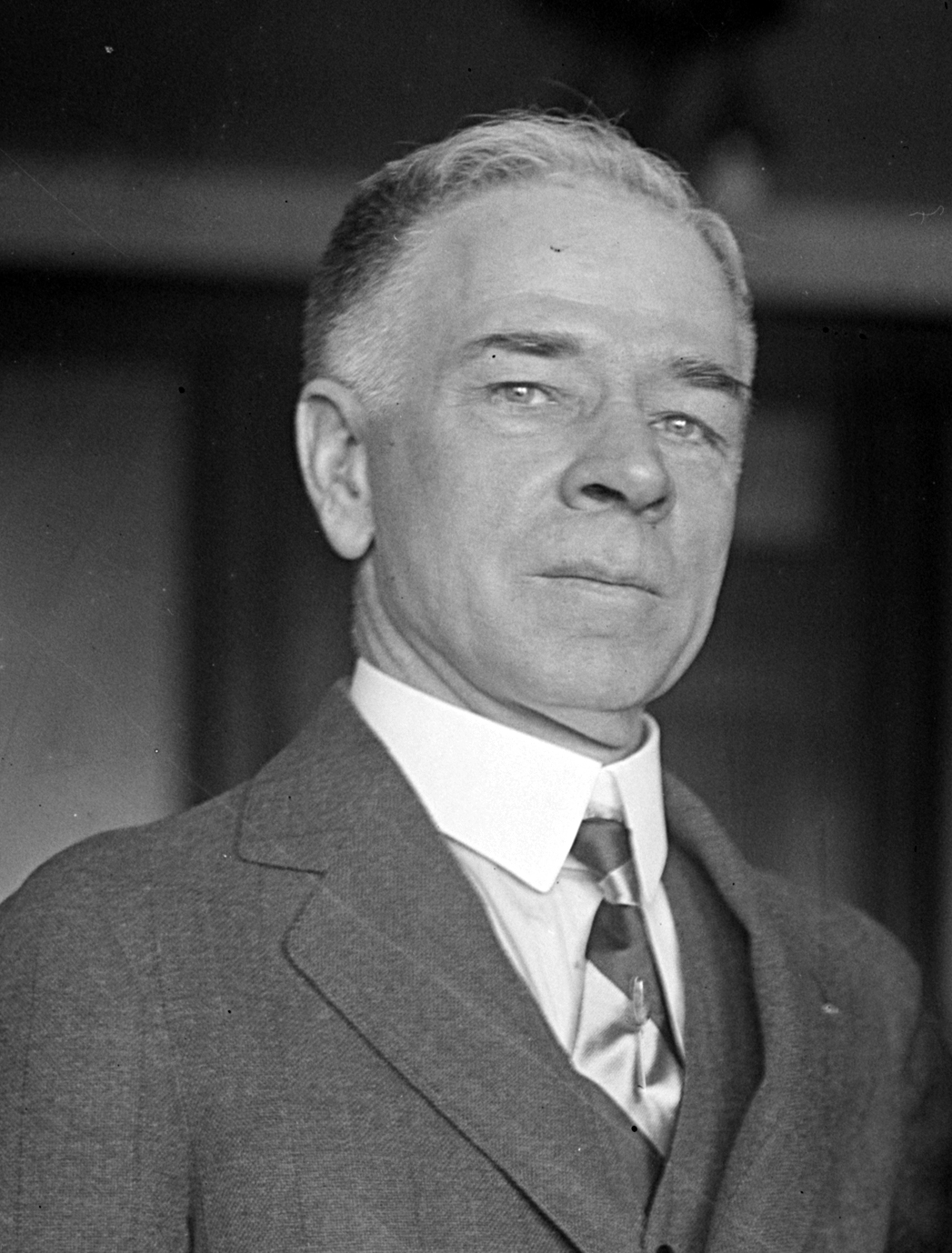
James H. MacLafferty (1925)

James Henry MacLafferty (* 27. Februar 1871 in San Diego, Kalifornien; † 9. Juni 1937 in Oakland, Kalifornien) war ein US-amerikanischer Politiker. Zwischen 1922 und 1925 vertrat er den Bundesstaat Kalifornien im US-Repräsentantenhaus.

## Werdegang
Im Jahr 1874 kam James MacLafferty mit seinen Eltern nach Oakland; 1880 zog die Familie nach Oregon weiter, wo sie bis 1883 in Eugene und dann in Astoria lebten. Im Jahr 1884 zogen sie nach Tacoma im Bundesstaat Washington. James besuchte die öffentlichen Schulen seiner jeweiligen Heimat. In Tacoma und ab 1889 in Seattle arbeitete er in der Holzbranche. 1899 zog er nach Chicago in Illinois, wo er im Papierhandel tätig wurde. Ab 1900 war er wieder in Oakland ansässig. Dort arbeitete er weiterhin im Papierhandel. Außerdem war er damals fahrender Händler.
Politisch war MacLafferty Mitglied der Republikanischen Partei. Nach dem Selbstmord des Abgeordneten John A. Elston wurde er bei der fälligen Nachwahl für den sechsten Sitz von Kalifornien als dessen Nachfolger in das US-Repräsentantenhaus in Washington, D.C. gewählt, wo er am 7. November 1922 sein neues Mandat antrat. Da er im Jahr 1924 nicht bestätigt wurde, konnte er nur bis zum 3. März 1925 im Kongress verbleiben. Zwischen 1925 und 1927 war er Abteilungsleiter im US-Handelsministerium (Assistant to Secretary of Commerce). Danach nahm er seine früheren Tätigkeiten wieder auf. Außerdem war er Vizepräsident der Pacific American Steamship Association und der Shipowners’ Association of the Pacific Coast. Er starb am 9. Juni 1937 in Oakland.